# NGC 6540
NGC 6540 је збијено звјездано јато у сазвежђу Стрелац које се налази на NGC листи објеката дубоког неба.
Деклинација објекта је - 27° 45' 53" а ректасцензија 18h 6m 8,6s. Привидна величина (магнитуда) објекта NGC 6540 износи 14,6. NGC 6540 је још познат и под ознакама OCL 11, ESO 456-SC53, Djorgovsky 3.